# دياني هاثاواي
دياني هاثاواي (بالإنجليزية: Diane Hathaway)‏ هي قاضية ومحامية أمريكية، ولدت في 1 فبراير 1954.